# ال بروکس
اَل بروکس (متولد ۲۳ فوریه ۱۹۵۲) یک دکتر آمریکایی، تحلیلگر فنی، تاجر حرفه‌ای، مؤلف، مدرس، ارائه‌دهندهٔ اتاق بازرگانی و مشارکت‌کنندهٔ مجلهٔ فیوچرز است. او بیشتر به خاطر سبک خاصی از پرایس اکشن که ارائه داد شناخته شده است.
بروکس در دوران جوانی به حرفهٔ چشم‌پزشکی علاقه داشت و در دانشگاه شیکاگو تحصیلات خود را ادامه داد و مدرک خود را دریافت کرد. وی بیش از ۱۰ مقاله در حوزهٔ چشم و جراحی نوشته است و تا سن ۳۹ سالگی، به عنوان معلم و استاد در دانشگاه اموری و دانشکدهٔ بالینی UCLA فعالیت می‌کرد، اما از سن ۴۰ سالگی به بعد تصمیم گرفت حرفهٔ پزشکی خود را رها کرده و به عنوان یک معامله‌گر تمام وقت در بازارهای مالی فعالیت کند. در واقع به دلیل سابقهٔ موفقی که در آموزش داشت، مصمم شد که در بازارهای مالی نیز به عنوان مربی و منتور فعالیت کند. او توانسته است دوره‌ها و کتاب‌های فراوانی در زمینهٔ اسکالپینگ و پرایس اکشن ارائه دهد.
او تکنیک‌های پیشرفتۀ اسکالپینگ را در بورس کالای شیکاگو تدریس کرده و به صورت منظم در برنامهٔ مانی‌شو و کنفرانس‌های نمایشگاه معامله‌گران، سخنرانی می‌کند.
او با چاپ چهار کتاب و دورهٔ آموزشی لقب «بهترین مدرس در جهان» را دارد و مجلهٔ فیوچرز لقب «معامله‌گر معامله‌گران» را به او داده. او برای سال‌ها تحلیلگر فنی آن‌ها بوده است.

## کتاب‌ها
- پرایس اکشن: بازگشت‌ها (به انگلیسی: Trading Price Action Reversals)
- پرایس اکشن: روندها (به انگلیسی: Trading Price Action Trends)
- پرایس اکشن: محدوده‌های معامله (به انگلیسی: Trading Price Action Trading Ranges)